# 美国化学学会
美国化学学会（英語：American Chemical Society，简称为ACS），是一个总部位于美国的科学学会，旨在支持化学领域的科学研究。该学会于1876年在纽约大学成立，目前拥有超过155,000名会员，成员涵盖各个学位级别和化学、化学工程及相关领域。按会员人数计算，它是世界上规模最大的科学学会之一。该学会是一个501(c)(3)非营利组织，根据美国法典第36条持有国会宪章。其总部位于华盛顿特区，而大部分工作人员集中在俄亥俄州哥伦布市。
美国化学学会通过其同行评审的科学期刊、全国性会议和化学文摘社成为科学信息的主要来源。其出版部门出版超过80种学术期刊，包括著名的《美国化学会志》以及周刊行业杂志《化学化工新闻》。学会每年举行两次涵盖整个化学领域的全国会议，还会举行专注于特定化学领域或地理区域的小型研讨会议。学会的主要收入来源是化学文摘社，这是一家全球化学数据库提供商。
美国化学学会几乎在美国和美国以外的每所主要大学都有学生分会。这些学生分会主要关注志愿服务机会、职业发展以及学生和教师研究的讨论。该组织还出版教科书，管理多个国家化学奖，提供科学研究资助，并支持各种教育和推广活动。
美国化学学会因其产品SciFinder（科学文献查询）、期刊和其他出版物的掠夺性定价、反对开放获取出版以及尽管其是非营利性组织并致力于传播化学信息而发起多起版权执法诉讼而受到批评。

## 歷史

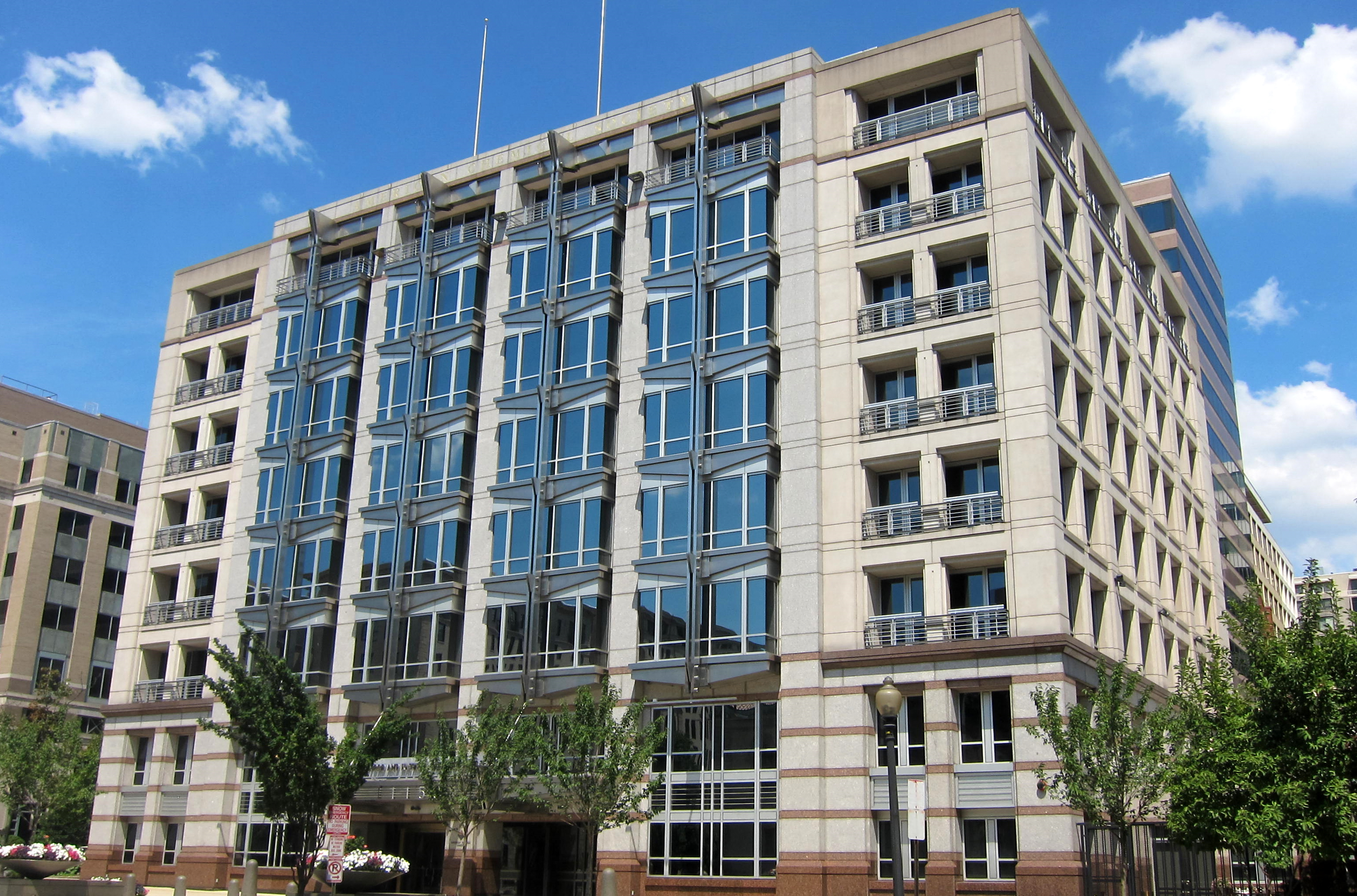
位于华盛顿哥伦比亚特区的美国化学学会总部

### 起源
1874年，一群美國化學家聚集在約瑟夫普里斯特利莊園，紀念普里斯特利發現氧氣 100週年。雖然當時有一個美國科學學會（美國科學促進會，成立於1848年），但美國化學的發展促使那些聚集在一起考慮建立一個更加直接關注理論和應用的新社會。化學。兩年後，即1876年4月6日，在紐約市大學（現為紐約大學）的化學家會議期間，美國化學學會成立。該社團於1877年獲得了紐約州的公司章程。

### 成長
1897年建立出年級發表其學會第一本雜誌美國化學會志，至今仍是該協會重要的出版物之一。

## 学术期刊期刊
- Accounts of Chemical Research
- 《美國應用能源材料雜誌》ACS Applied Energy Materials
- 《美國應用材料與介面雜誌》ACS Applied Materials & Interfaces
- ACS Catalysis
- ACS Chemical Biology
- ACS Chemical Neuroscience
- ACS Combinatorial Science（曾用期刊名：Journal of Combinatorial Chemistry）
- ACS Macro Letters
- ACS Medicinal Chemistry Letters
- ACS Nano
- ACS Photonics
- ACS Sustainable Chemistry & Engineering
- ACS Synthetic Biology
- 《分析化学》 Analytical Chemistry
- 《生物化学》 Biochemistry
- 《生物共轭化学》Bioconjugate Chemistry
- 《生物大分子》Biomacromolecules
- 《化学化工新闻》 Chemical & Engineering News
- 《毒理学化学研究》 Chemical Research in Toxicology
- 《化学评论》 Chemical Reviews
- 《材料化学》Chemistry of Materials
- 《晶体生长与设计》Crystal Growth & Design
- 《能源與燃料》 Energy & Fuels
- 《环境化学与技术》Environmental Science & Technology
- 《环境化学与技术通讯》Environmental Science & Technology Letters
- 《工業與工程化學研究》 Industrial & Engineering Chemistry Research（曾用期刊名：Industrial & Engineering Chemistry，Journal of Industrial & Engineering Chemistry）
- 《无机化学》 Inorganic Chemistry
- 《农业与食品化学杂志》Journal of Agricultural and Food Chemistry
- 《美国化学会志》 Journal of the American Chemical Society
- 《化学与工程数据杂志》Journal of Chemical & Engineering Data
- Journal of Chemical Education (Division of Chemical Education)
- Journal of Chemical Information and Modeling (formerly Journal of Chemical Information and Computer Sciences)
- 《化学理论与计算杂志》Journal of Chemical Theory and Computation
- 《药物化学杂志》Journal of Medicinal Chemistry
- 《天然产物杂志》Journal of Natural Products—与American Society of Pharmacognosy共同出版
- 《有机化学期刊》 Journal of Organic Chemistry
- 《物理化学通讯》Journal of Physical Chemistry Letters
- 《物理化学期刊A》 Journal of Physical Chemistry A
- 《物理化学期刊B》 Journal of Physical Chemistry B
- 《物理化学期刊C》 Journal of Physical Chemistry C
- 《蛋白質組研究期刊》 Journal of Proteome Research
- 《朗缪尔》 Langmuir
- Macromolecules Journal
- Molecular Pharmaceutics
- 《奈米通訊》 Nano Letters
- 《有机化学通讯》 Organic Letters
- Organic Process Research & Development
- 《有机金属》 Organometallics
- Today's Chemist at Work (1992–2004)[8][9]

## 更多阅读
- . American Chemical Society. 1951.
- Skolnik, Herman; Reese, Kenneth M. (编). . Washington, D.C.: American Chemical Society. 1976. ISBN 978-0841203075.
- J. J. Bohning 2001. American Chemical Society Founded 1876. ACS, Washington, D.C.
- Reese, Kenneth M. (编). . American Chemical Society. 2002. ISBN 978-0-8412-3851-0.

### 存档
- 美国化学学会普吉特海湾分会记录.1909–1989年.11.9立方英尺，另加10个垂直文件和7件物品。在华盛顿大学图书馆，特藏.